# George Island
George Island (span.: Isla Jorge) ist eine der Falklandinseln. Sie liegt südlich von Speedwell Island und nordöstlich von Barren Island. Die Insel ist flach und weist einige Teiche auf.
Auf George Island befindet sich eine Farm. Der größte Teil der Insel wird als Schafweide genutzt. Sie ist für ihre Kolonien des Magellan-Pinguins bekannt. Bedeutend sind auch ihre Bestände an Riesensturmvögeln, Falklandzaunkönigen, Dunklen Sturmtauchern, Einfarb-Uferwippern, Falkland-Dampfschiffenten und Rotkopfgänsen. Gemeinsam mit den anderen Inseln der Speedwell-Gruppe wird sie von BirdLife International als Important Bird Area (FK16) ausgewiesen.
George Island wird gelegentlich von Kreuzfahrern angelaufen.